# لئونسا
لئونسا (به ایتالیایی: Leonessa) یک منطقهٔ مسکونی در ایتالیا است که در استان ریتی واقع شده‌است.

## خصوصیات
لئونسا ۲۰۵ کیلومترمربع مساحت و ۲٬۶۴۸ نفر جمعیت دارد و ۹۶۹ متر بالاتر از سطح دریا واقع شده‌است.

## خواهرخوانده
شهر گونس خواهرخواندهٔ لئونسا هست.